# Fosta Bancă Agrară din Târgu Mureș
Fosta Bancă Agrară din Târgu Mureș este un monument istoric aflat pe teritoriul municipiului Târgu Mureș.

## Galerie

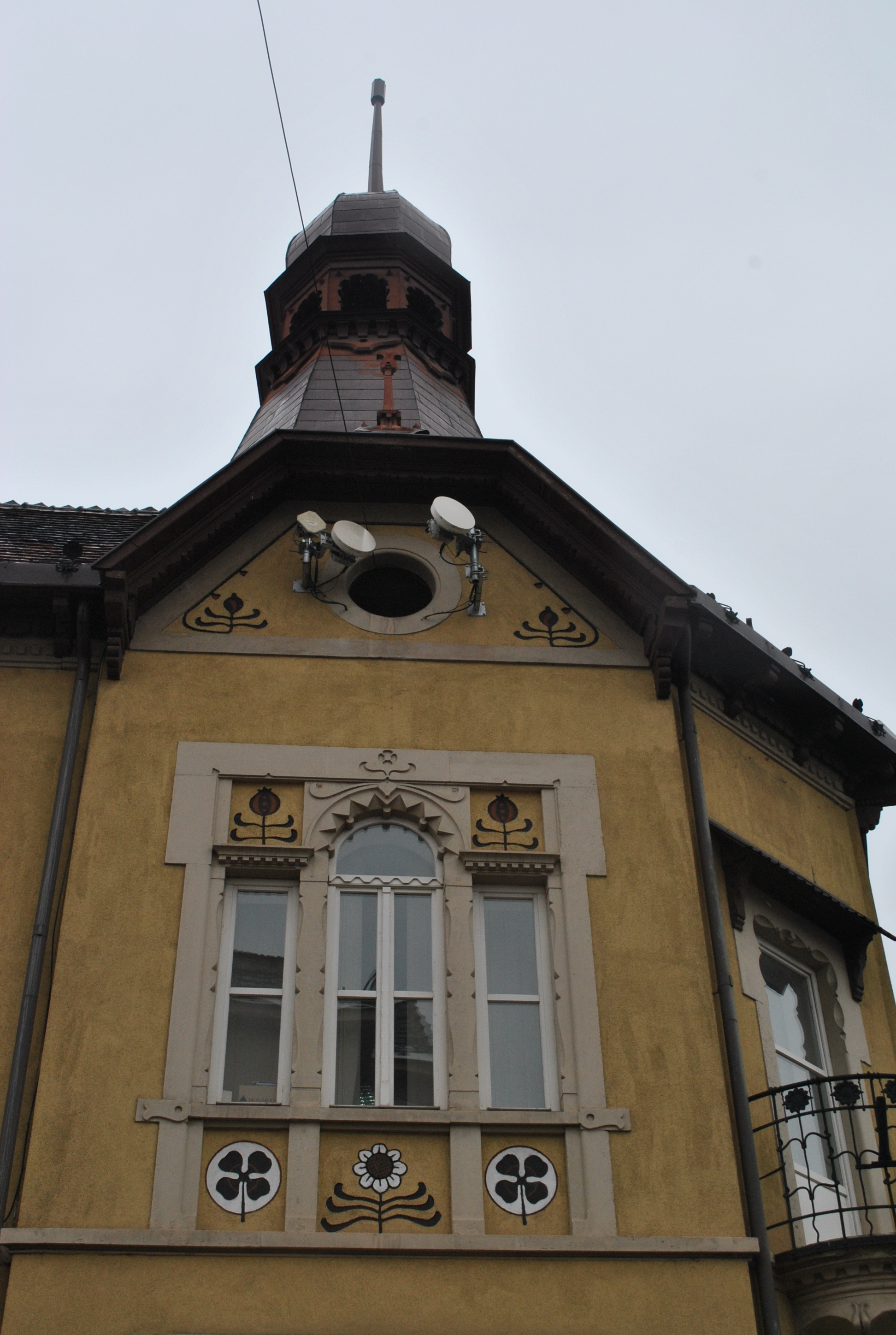
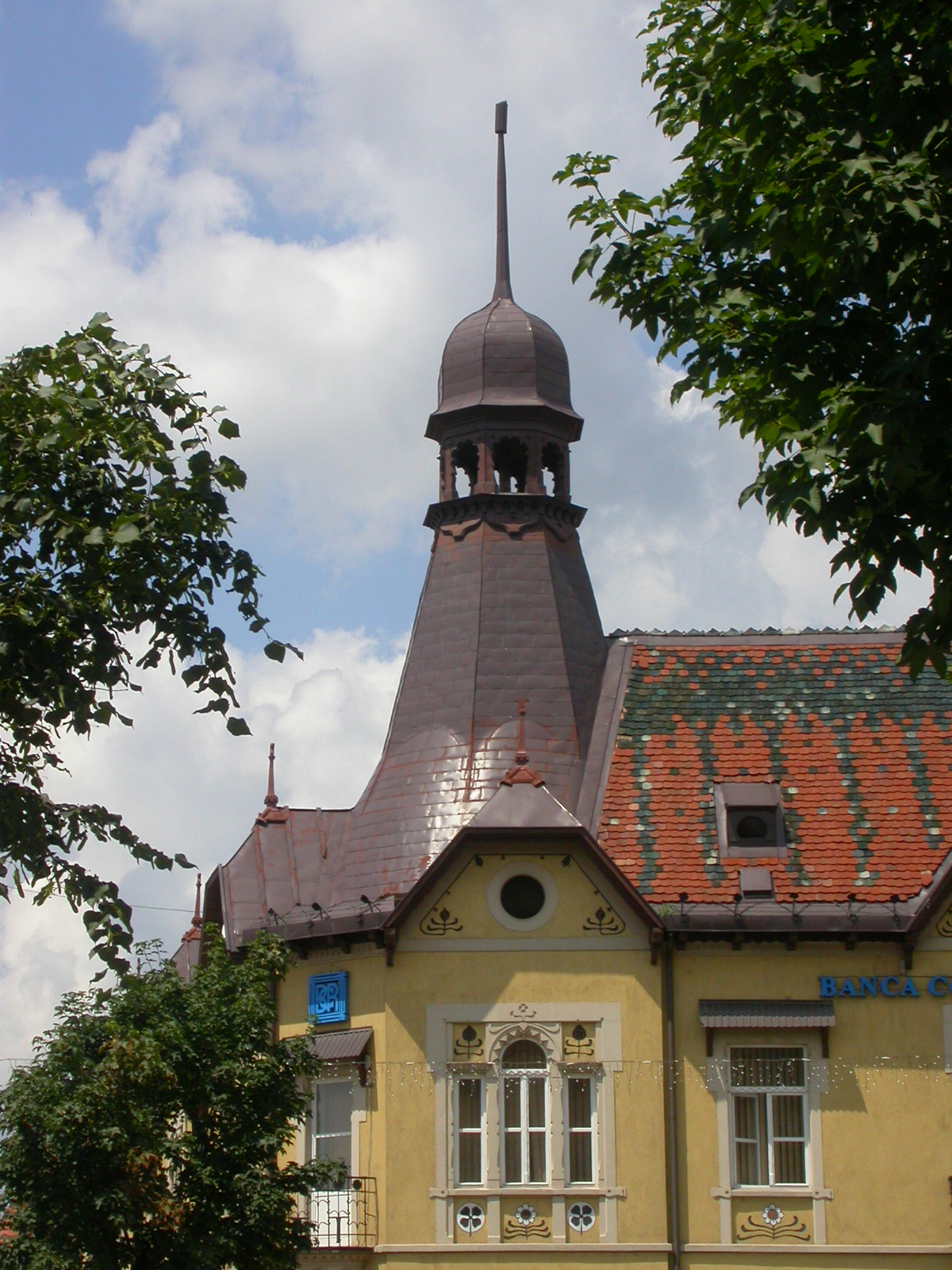
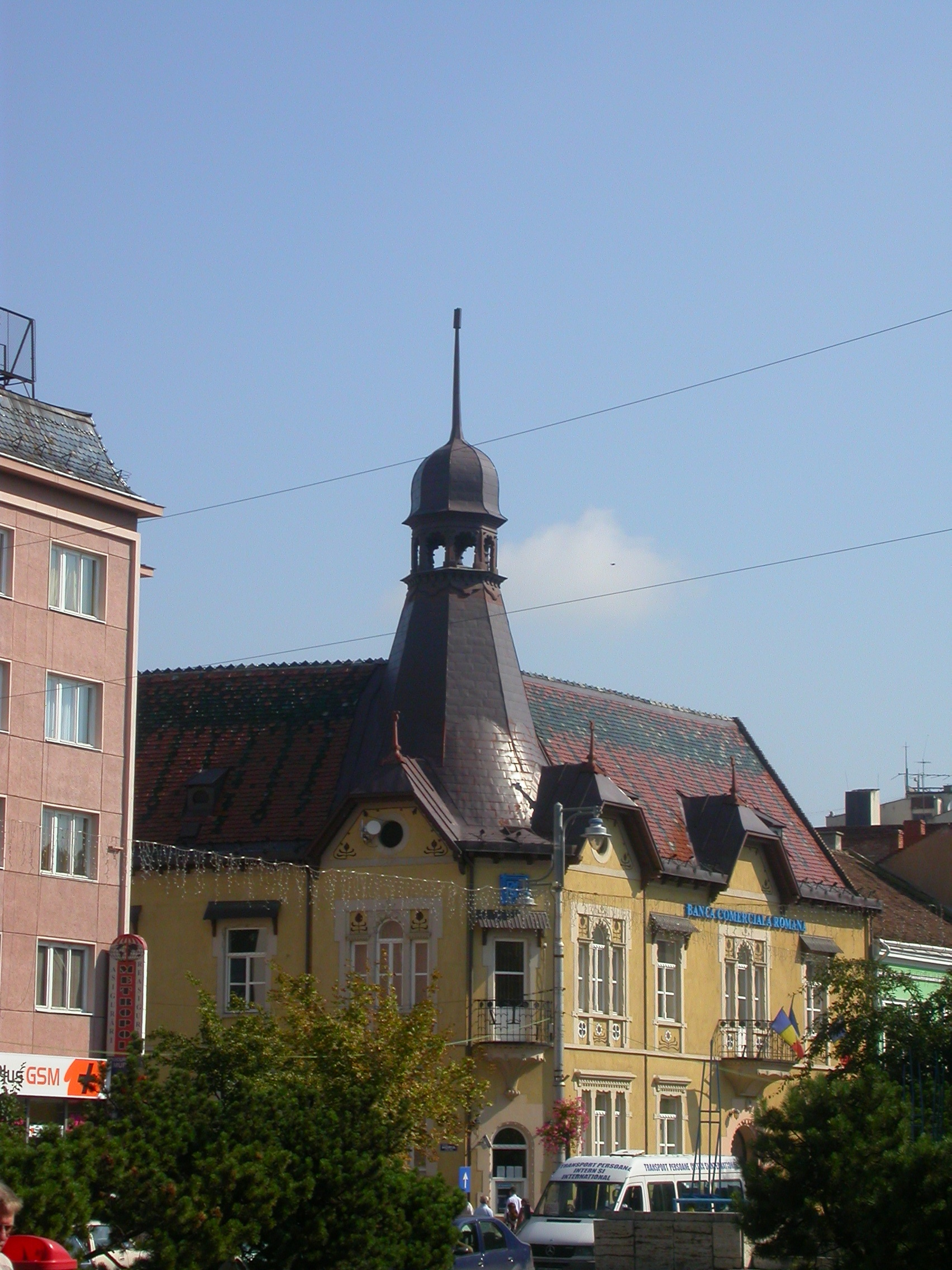
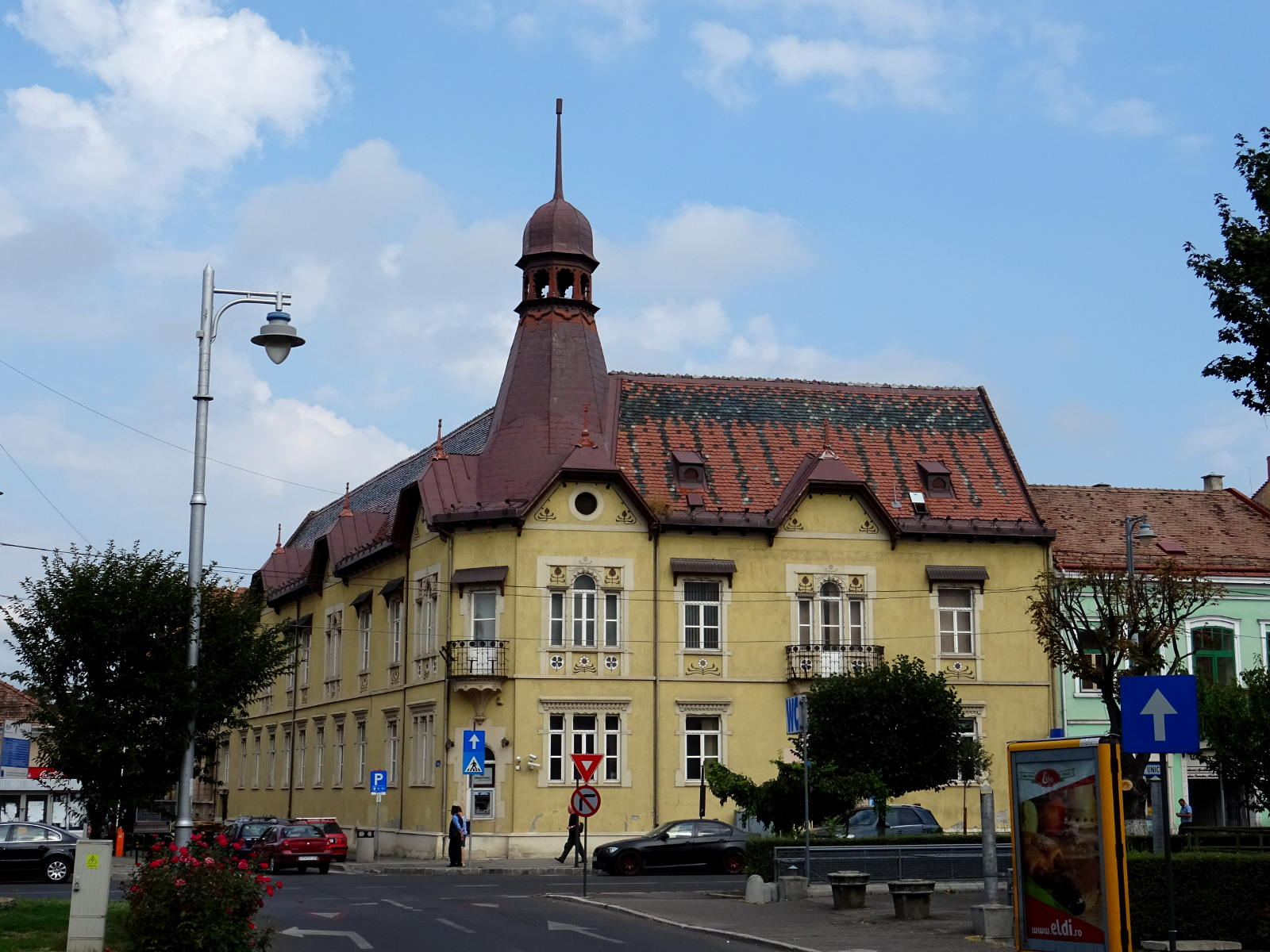